# Magh Mela
 (mai 2022).

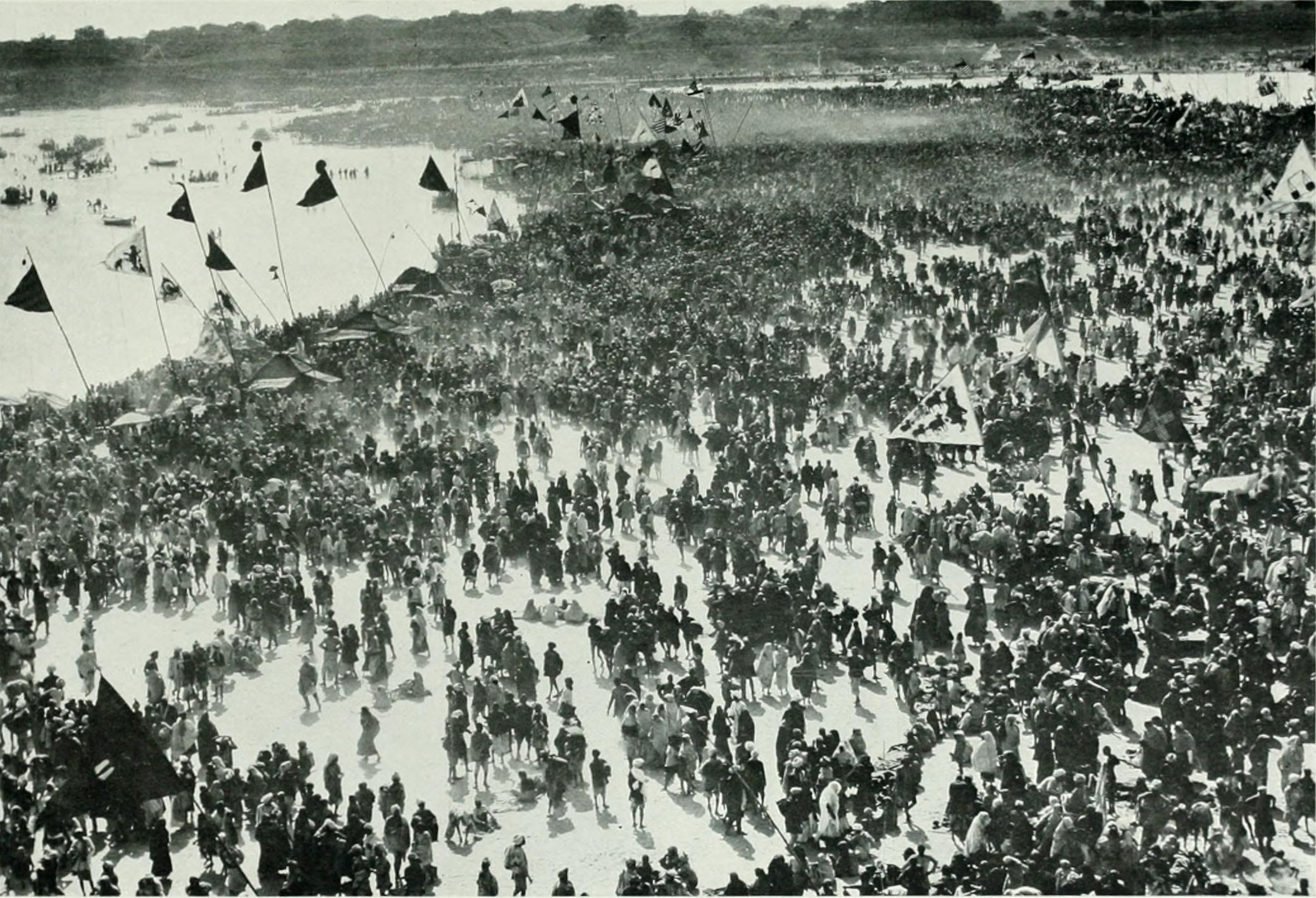
Photo (vers 1909) d'Ada Lee : rassemblement de pèlerins hindous pour le Magha Mela à Ganga Sagar, au Bengale occidental, à l'embouchure du Gange dans le golfe du Bengale.

Magh mela, également orthographié Magha mela, est un festival annuel avec des foires organisées au mois de Magha (janvier/février) sur les berges des rivières et des réservoirs sacrés (bâoli) proches des temples hindous. Environ tous les douze ans, le Magha mela coïncide avec ce que les fidèles considèrent comme une position astrologique propice de Jupiter, du Soleil et de la Lune, appelé alors Kumbh Mela, comme celui d'Allahabad (officiellement, Prayagraj). Au sud de l'Inde, une fête importante se déroule au bassin de Mahamaham du Kumbhakonam ; et à l'est, sur l' île de Sagar dans le Bengale occidental et à Konark, Puri,. Le festival Magha, ainsi que les rituels du bain comme forme de pénitence, sont également observés par la communauté hindoue de Bali, en Indonésie.
Certaines dates telles que l'Amavasya et le Makar Sankranti sont considérées comme particulièrement sacrées, attirant un plus grand rassemblement. La fête est marquée par un bain rituel dans les eaux, mais c'est aussi une célébration du commerce communautaire avec des foires, des programmes culturels, des discours religieux de saints, du dāna (charité) et des repas communautaires pour les moines et les pauvres, ainsi que des spectacles de divertissement,.
Le fondement religieux du Magh Mela est la croyance que le pèlerinage est un moyen de prāyaścitta (expiation, pénitence) pour les erreurs passées : l'effort purifie des péchés et se baigner dans les rivières sacrées lors de ces fêtes a une valeur salvifique, moksha – un moyen de se libérer du cycle des renaissances (samsara),. Selon Diane Eck, professeur de religion comparée et d'études indiennes, ces festivals sont de « grandes foires culturelles » rassemblant les gens et les soudant dans la dévotion religieuse, avec des manifestations commerciales, des échanges et des divertissements laïques.
Le festival Magha Mela est mentionné dans le Mahabharata et dans de nombreux Puranas majeurs,. Le Magh Mela fait partie des fêtes fluviales qui suivent la transition de Jupiter dans divers signes du zodiaque. Ces festivals fluviaux, appelés Pushkaram (ou Pushkaralu), se déroulent tout au long de l'année autour des ghats (gradins) et des temples situés le long des principaux fleuves de l'Inde, chaque fleuve étant vénéré comme une déesse sacrée. Ils comprennent le bain rituel ainsi que les prières aux ancêtres, les discours religieux, la musique et le chant dévotionnels, la charité, les programmes culturels et les foires.
Un festival annuel de bain est également mentionné dans les anciennes anthologies tamoules de la période Sangam. Par exemple, neuf des poèmes conservés de la collection Paripatal sont dédiés à la déesse de la rivière Vaikai,. Ces poèmes mentionnent les festivals de bain du mois tamoul de Tai (janvier/février) après le mois de Margazhi, une période qui chevauche le mois du calendrier septentrional de Magh. Ces festivals de bain sont décrits comme spirituellement propices et des occasions de sports nautiques, de foires et de rassemblements communautaires,.
Dans le sikhisme, le Magha mela, avec Diwali et Vaisakhi, sont  trois festivals reconnus par Guru Amar Das qui a exhorté les sikhs à se rassembler pour un festival communautaire (1552-1574 EC). Populairement connu sous le nom de Maghi, ce festival commémore aussi la mémoire des quarante martyrs lors d'une guerre musulmano-sikhe (1705 EC) à l'époque du gourou Gobind Singh. Le plus grand rassemblement de Maghi se trouve à Muktsar. Selon Pashaura Singh et Louis Fenech, Guru Amar Das a construit Goindwal Sahib comme lieu de pèlerinage sikh (tirath). Il a également construit un baoli (réservoir d'eau à gradins) à Goindwal pour le bain rituel.

## Galerie

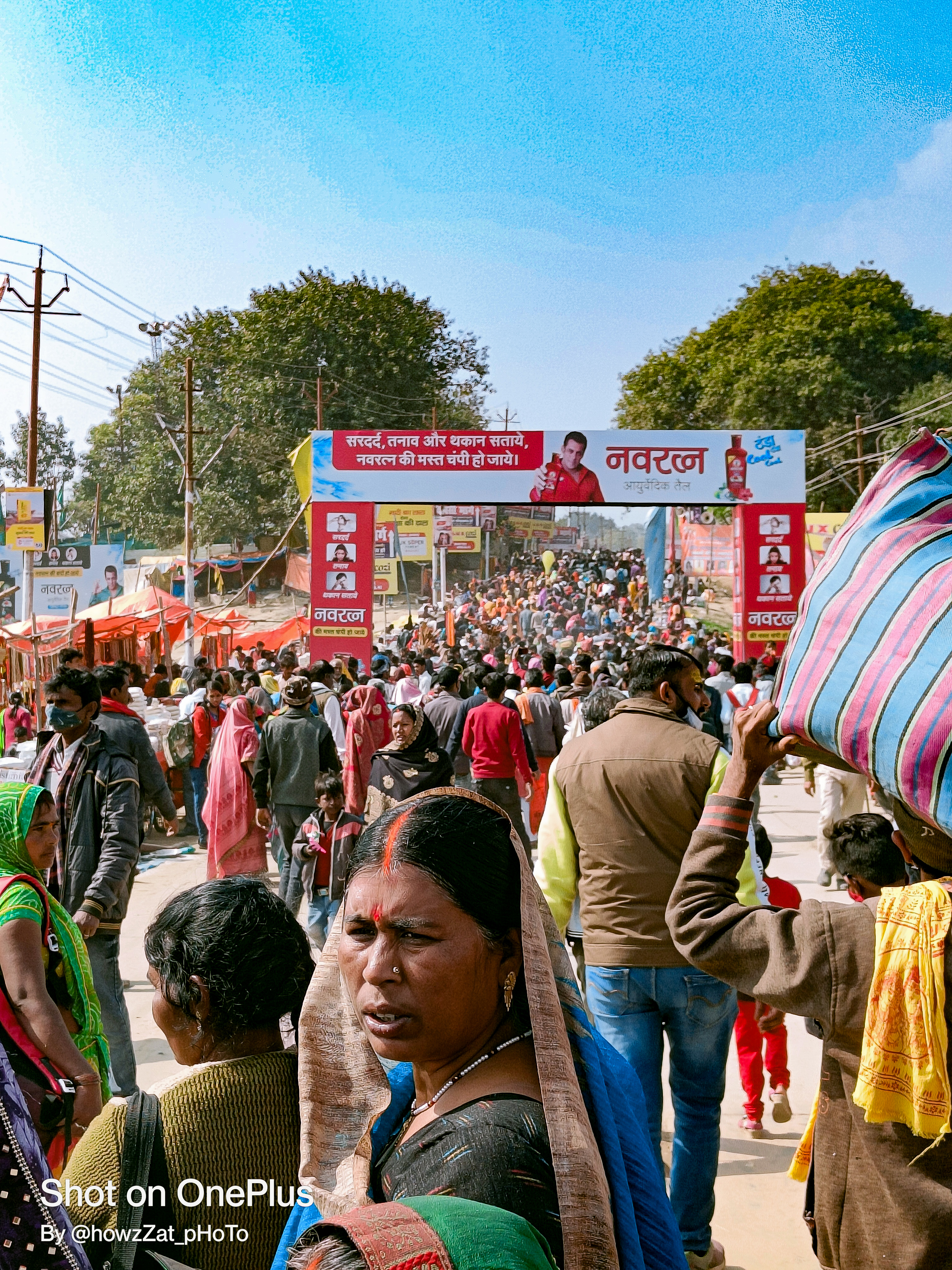
Magh Mela 2022, à Prayagraj.
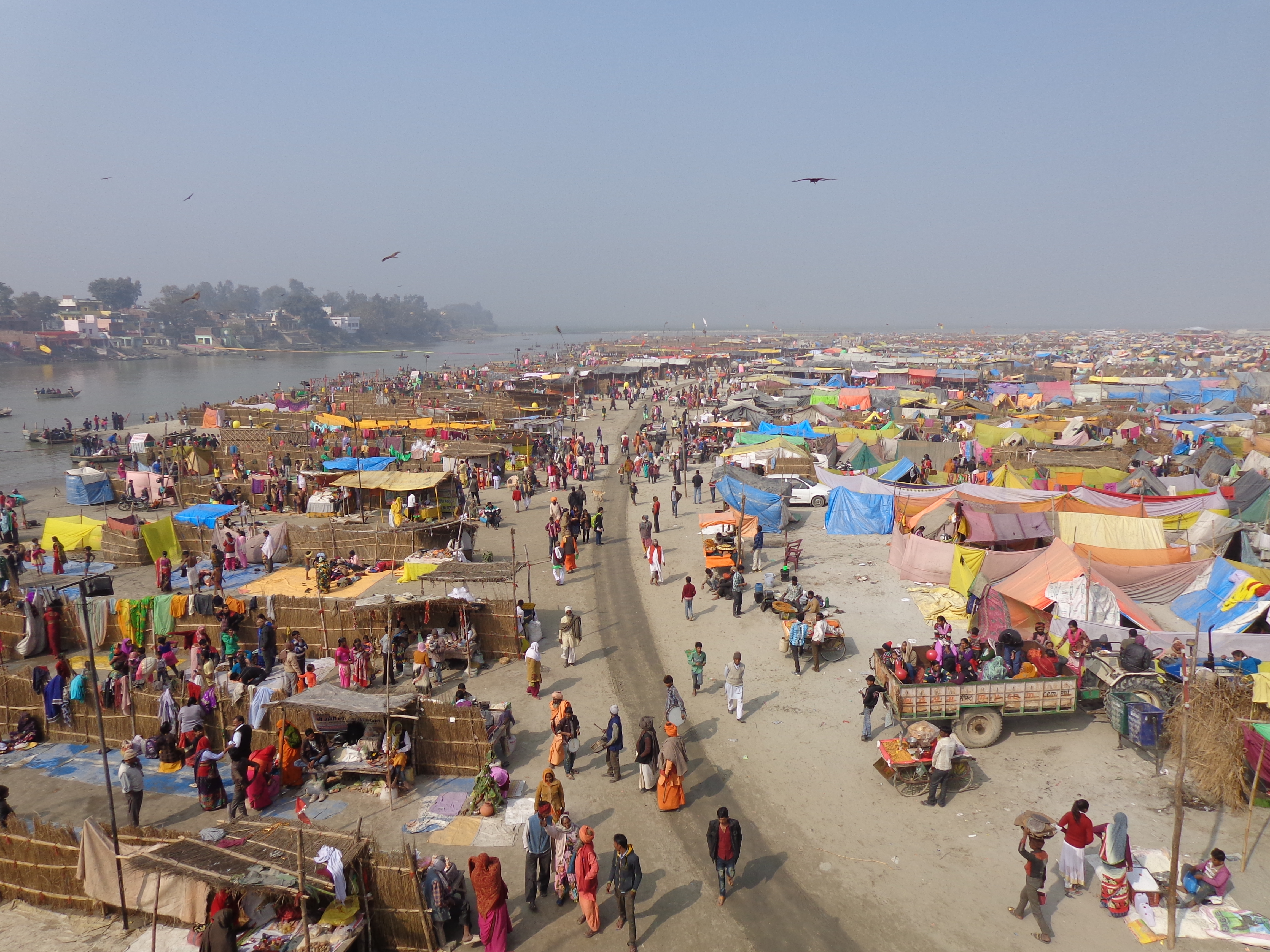
Des villages éphémères se forment lors des Magh Mela, ici sur les bords du Gange, à Panchal Ghat, Farrukhabad, Uttar Pradesh, 2020.
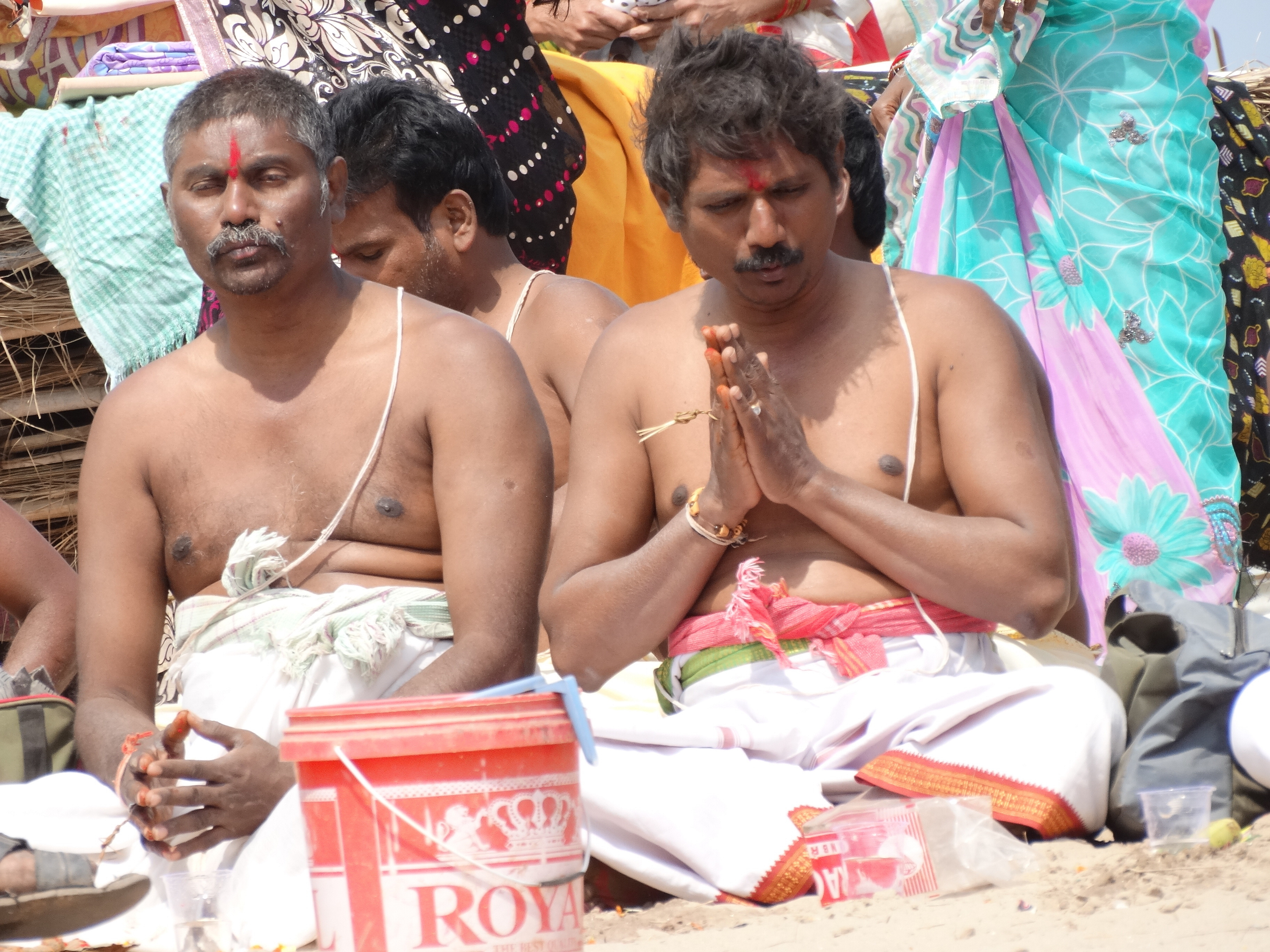
Pèlerins au Festival Magh Mela d'Allahabad, Uttar Pradesh, 2014.
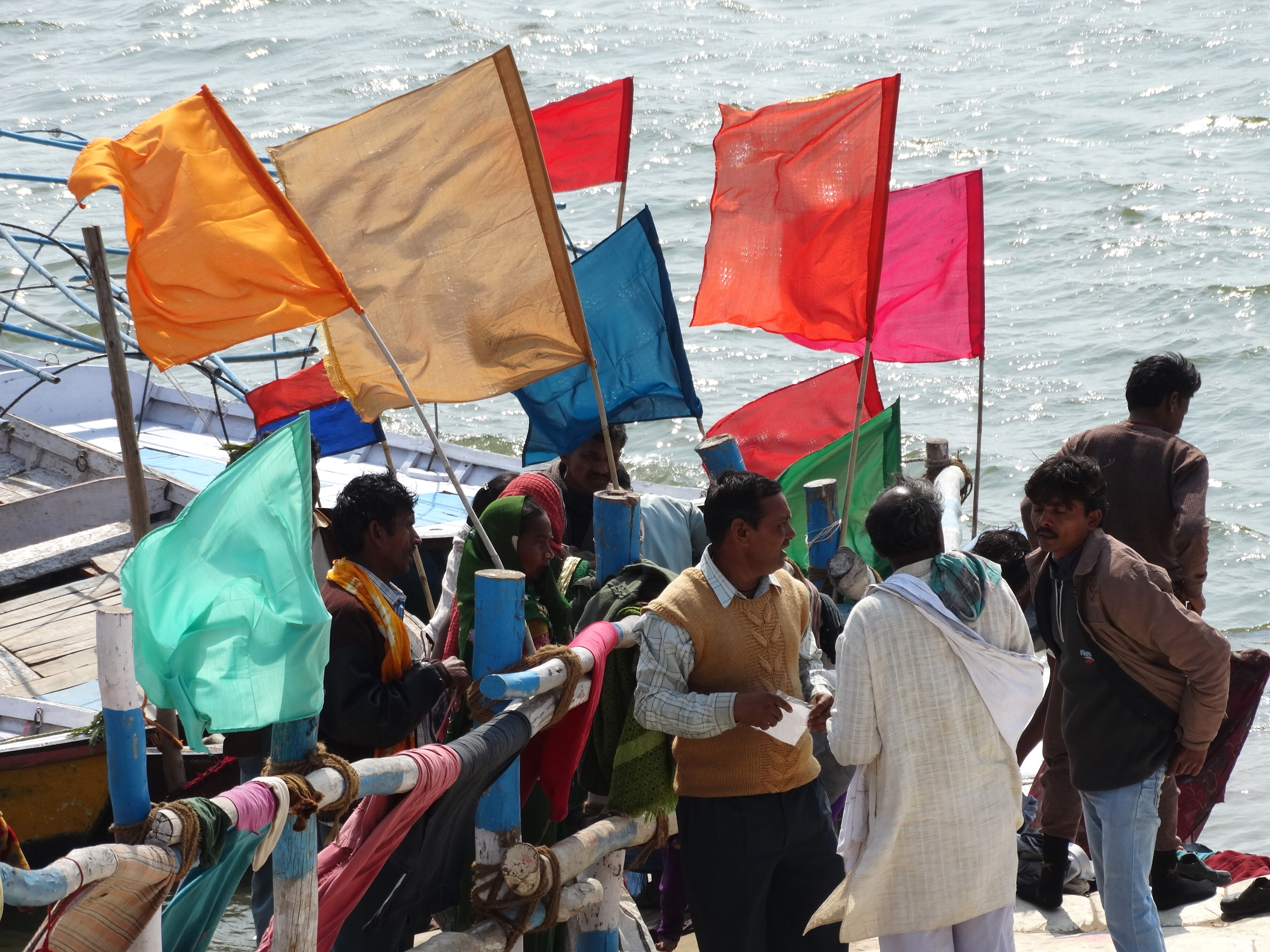
Pèlerins au Magh Mela d'Allahabad, 2014.
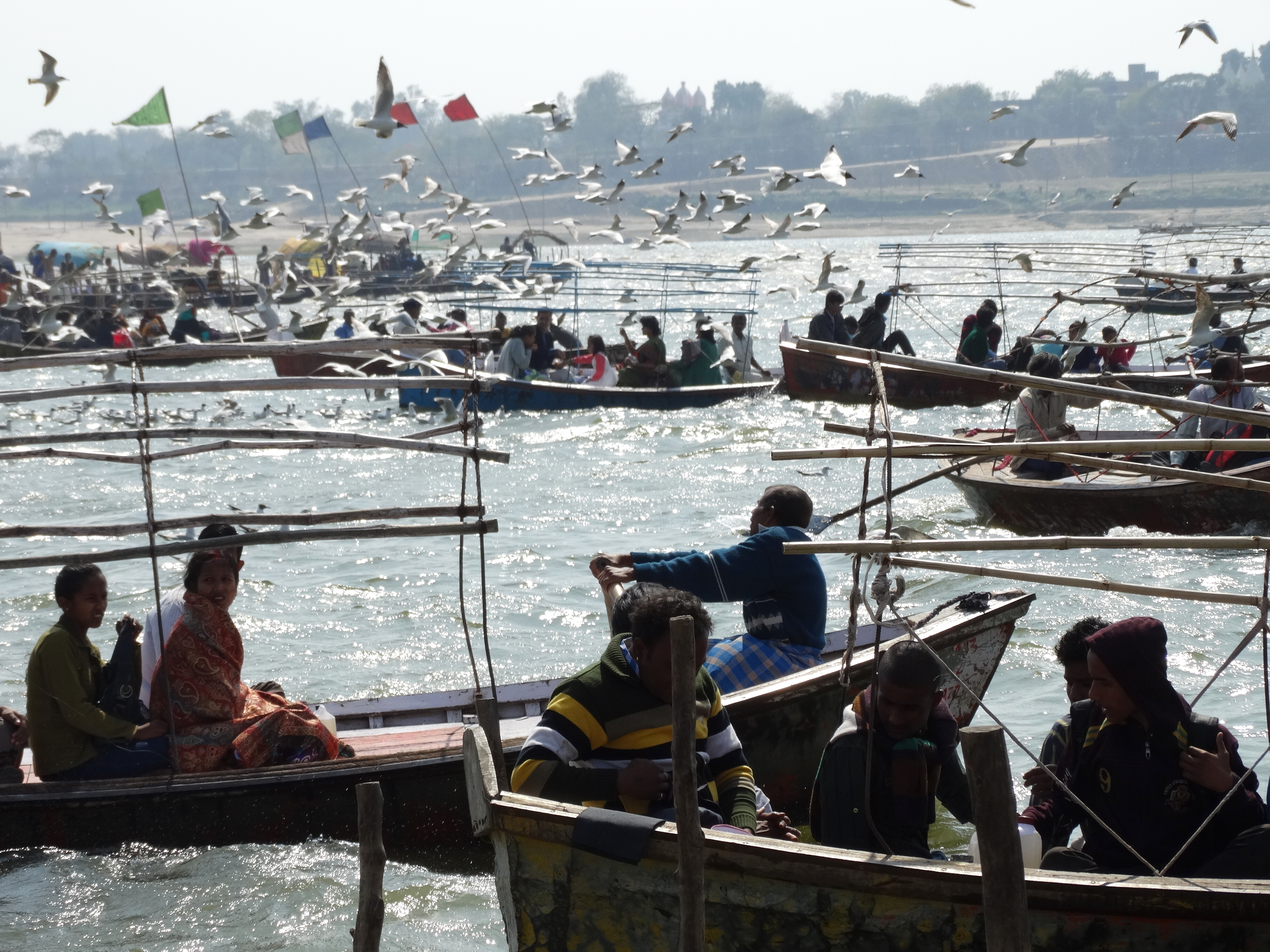
Pèlerins arrivant au festival, Allahabad, 2014.
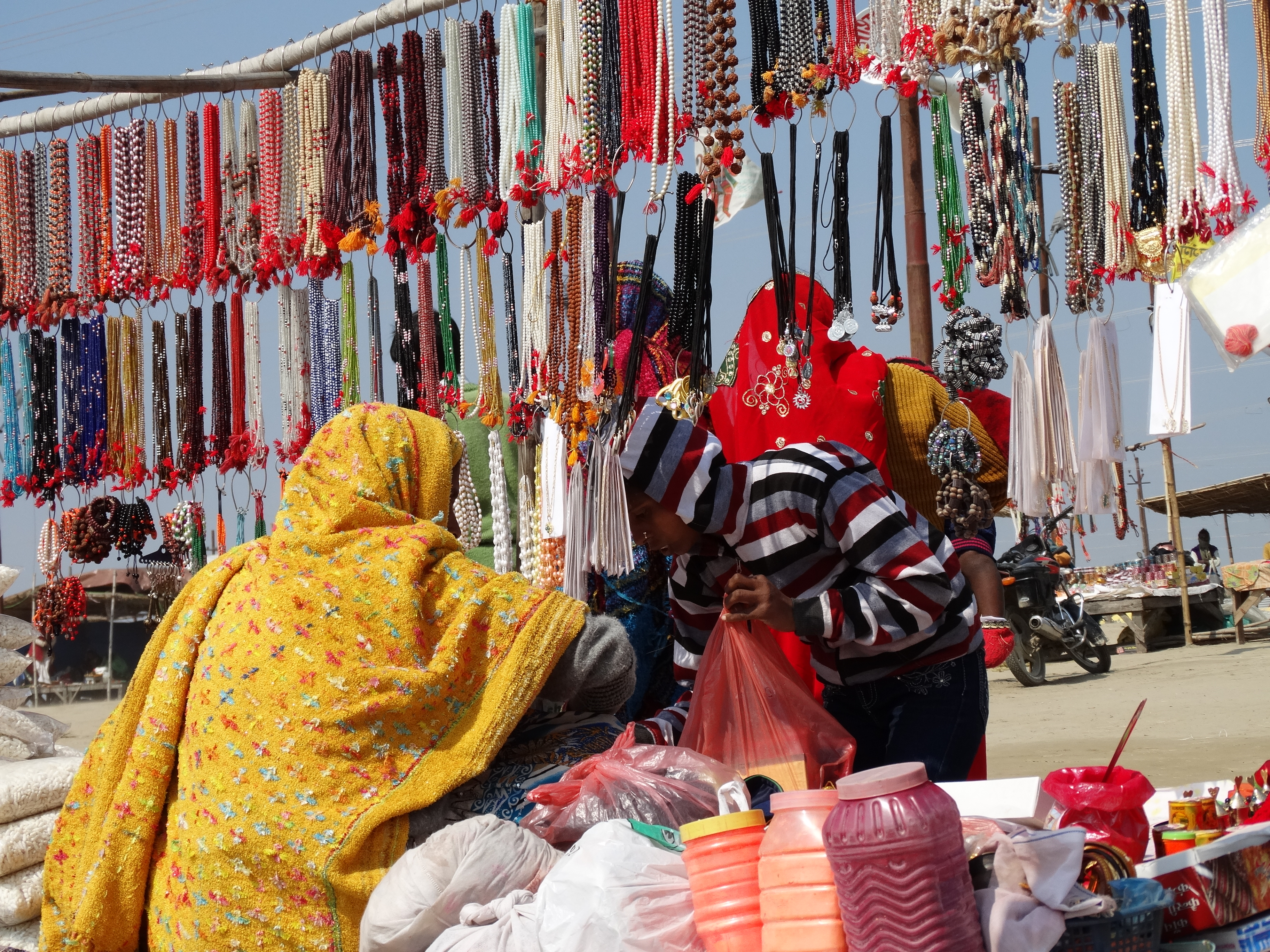
Vente d'objets rituel, Festival Magh Mela au Sangam de Prayaga, Allahabad, Uttar Pradesh, 2014.